# The Stooges (Album)
The Stooges ist das 1969 erschienene Debütalbum der US-amerikanischen Protopunk-Band The Stooges.

## Geschichte
Das Album erschien in den Vereinigten Staaten am 5. August 1969 auf dem Label Elektra Records. In Großbritannien kam The Stooges einen Monat später auf den Markt. In kommerzieller Hinsicht war das Album ein Misserfolg, es erreichte in den US-Charts nur Platz 106 und scheiterte in Großbritannien an den Charts. Zwei Singles wurden aus dem Album ausgekoppelt – mit den Musikstücken 1969 und I Wanna Be Your Dog, die in den Charts nur wenig mehr Erfolg hatten. Auch von der Kritik wurde das Album damals verrissen. In ihrem Rocklexikon schrieben Barry Graves und Siegfried Schmidt-Joos 1973 über die Stooges:

„Die Gitarristen nudelten läppische Wah-wah-Effekte herunter, der Drummer knallte sein Minimalrepertoire dazu, und Iggy Pop kreischte wie ein verunglückter Mick Jagger.“

Inzwischen gilt The Stooges als eines der einflussreichsten Alben in der Geschichte der Rockmusik. Besonders groß ist dessen Einfluss auf die Mitte der 1970er-Jahre entstandene Musikrichtung Punkrock. Auch kam das Album auf der 2003 vom US-amerikanischen Musikmagazin Rolling Stone zusammengestellten Liste der 500 besten Alben aller Zeiten bis auf Platz 185.
Ursprünglich hatte die Band um „Iggy Stooge“, wie der Stooges-Leadsänger Iggy Pop vom Band-Manager Danny Fields auf der Hülle des Albums genannt wurde, nur fünf Titel für das Album eingeplant, nämlich I Wanna Be Your Dog, No Fun, 1969, Ann und We Will Fall. Da sich Elektra jedoch weigerte, ein Album mit einer so geringen Anzahl von Songs zu veröffentlichen, verfasste die Band in der Nacht vor den Aufnahmen zum Album drei weitere Songs, die sie im Studio das erste Mal gemeinsam spielten. Auch am ersten Mix des Albums hatte das Plattenlabel etwas auszusetzen. Verantwortlich für diesen war Produzent John Cale, der sich The Velvet Underground, das dritte Album seiner ehemaligen Band The Velvet Underground zum Vorbild genommen hatte. Der Mix, der schließlich auf dem Album zu hören war, stammte von Iggy Pop und dem Elektra-Labelchef Jac Holzman.

## Trackliste
Alle Stücke wurden von den Stooges komponiert.

### A-Seite
1. 1969 – 4:05
2. I Wanna Be Your Dog – 3:09
3. We Will Fall – 10:18

### B-Seite
1. No Fun – 5:15
2. Real Cool Time – 2:32
3. Ann – 2:59
4. Not Right – 2:51
5. Little Doll – 3:20

### Wiederveröffentlichung
Am 16. August 2005 veröffentlichten Elektra und Rhino Records das Album auf CD mit folgender Bonusdisc:
1. No Fun – 4:42 (Original John Cale Mix)
2. 1969 – 2:44 (Original John Cale Mix)
3. I Wanna Be Your Dog – 3:25 (Original John Cale Mix)
4. Little Doll – 2:48 (Original John Cale Mix)
5. 1969 – 4:47 (alternativer Gesang)
6. I Wanna Be Your Dog – 3:28 (alternativer Gesang)
7. Not Right – 3:11 (alternativer Gesang)
8. Real Cool Time – 3:22 (alternativer Mix)
9. Ann – 7:51 (vollständige Version)
10. No Fun – 6:49 (vollständige Version)

## Rezeption
Auf der Liste der Die 500 besten Alben aller Zeiten des Magazins Rolling Stone belegte das Album 2003 Platz 185 und 2020 Platz 488.